# Tetrix tubercarina
Tetrix tubercarina är en insektsart som beskrevs av Zheng, Z. och G. Jiang 1994. Tetrix tubercarina ingår i släktet Tetrix och familjen torngräshoppor. Inga underarter finns listade i Catalogue of Life.